# نورمان لويد
نورمان لويد (بالإنجليزية: Norman Lloyd)‏ (و. 1914 – م) هو ممثل، ومنتج أفلام، وممثل صوت، وممثل مسرحي، وممثل تلفزيوني، من الولايات المتحدة الأمريكية، ولد في جيرسي سيتي.

## وصلات خارجية
- نورمان لويد على موقع IMDb (الإنجليزية)
- نورمان لويد على موقع ألو سيني (الفرنسية)
- نورمان لويد على موقع قاعدة بيانات برودواي على الإنترنت (الإنجليزية)
- نورمان لويد على موقع قاعدة بيانات الأفلام السويدية (السويدية)
- نورمان لويد على موقع إن إن دي بي (الإنجليزية)
- نورمان لويد على موقع قاعدة بيانات الفيلم (الإنجليزية)
- نورمان لويد في قاعدة بيانات الأفلام على الإنترنت